# 동대문고속버스터미널
동대문고속버스터미널은 서울특별시 종로구 종로6가 289-3번지에 있던 고속버스 터미널이다. 1970년대에 잠시 존재하였다.

## 개요

### 건립 및 통합
1968년에 서울 도심의 교통난을 완화하기 위해 서울전차의 운행이 중단되면서, 전차 차고지 부지가 유휴지로 변하게 되었다. 그러다 1970년 전차 차고지에 동대문종합시장이 건립되면서 그 중 한동으로 고속버스터미널이 건립되었다. 실제 고속버스터미널 건립은 동대문종합시장이 건립되고 난 후인 1972년에 이루어졌다.
1972년 건립 당시 터미널은 도로를 두고 서쪽은 군산, 이리, 연무대, 전주 방면 노선이 운행하였으며, 건너편 동쪽은 김천, 경주, 포항, 울산 방면 노선이 운행하였다. 그러다 5월 11일에 광주고속, 천일고속, 한남고속, 한일고속으로 이루어진 벤즈고속이 서쪽 터미널 옆으로 이전하여 부산, 대구, 대전 방면 노선도 운행하기 시작하였다.
1973년 7월 1일에는 종로구 관철동에 위치했던 삼화고속버스터미널과 중구 을지로3가에 위치했던 속리산고속버스터미널, 중구 충무로3가에 위치했던 유신고속버스터미널을 이 터미널로 통합하였다. 통합 당시 이 터미널에는 한일고속, 한남고속, 광주고속, 천일고속, 동부고속, 중앙고속 6개 회사가 운행하고 있었다.

### 이전 및 폐지
그러나 버스터미널이 서울 강북 지역에 위치하였기 때문에 교통부에서는 1977년 4월 21일부터 운행 구간이 서울에서 200km 이상 되는 고속버스 노선을 모두 강남으로 옮기게 하면서 서울시에서는 이를 따라 서울 도심에 있던 6곳의 고속버스터미널 중 가장 먼저 이 터미널 부지에 대해 정류장 시설에서 주차장 시설로 바꾸어 고시해버렸다. 이는 도시계획법 상 정류장 시설을 폐쇄하면 더 이상 매표 업무를 할 수 없기 때문에 강제로 터미널을 옮기고자 하는 조치였다.
사실 서울시에서 기존 터미널 부지를 주차장 시설로 고시한 이유는 따로 있었다. 서울시에서 강북 지역에 위치하고 있던 버스 터미널들을 모두 강남으로 이전하려고 하자 터미널 소유주들이 이 자리에 빌딩이나 종합시장을 개설하려는 움직임을 보였기 때문이다. 하지만 이렇게 새롭게 빌딩이나 시장이 들어설 경우 안그래도 교통 혼잡과 인구 집중 문제 때문에 강남 지역으로 터미널을 옮기려는 서울시의 목적과 어긋났기 때문에 이 부지들을 주차장 지역으로 고시하여 당시 부족했던 서울시 내 주차 공간을 확보하여 주차장 이외의 용도로는 활용하지 못하게 한 것이다.
이로서 각 운수 회사에서 운행 노선을 서울고속버스터미널로 옮기기 시작하여 1977년 8월 20일에 남은 잔여 노선이 서울고속버스터미널로 모두 이전하면서 완전히 폐지되었다.

## 현황
터미널이 이전하고 남은 부지는 서울시에서 주차장 시설로 고시하였기 때문에 인접한 동대문종합시장의 주차장으로 사용되었다. 이후 2011년 JW 매리엇 호텔에서 이 부지에 호텔을 짓기 시작하여 2014년 2월 4일에 'JW 매리엇 동대문 스퀘어 서울'이라는 이름으로 개관했다.